# Lokalhistorisk arkiv
Et lokalhistorisk arkiv er et arkiv, der indsamler, registrerer og bevarer privat arkivmateriale såsom dokumenter, fotografier, film, landkort og lignende fra et afgrænset lokalområde såsom et eller flere sogne, en by eller en hel kommune. Typisk er arkivmaterialet skabt af virksomheder, foreninger eller privatpersoner fra lokalsamfundet. Ofte suppleres med indsamling af mundtlige erindringer. Arkivmaterialet stilles til rådighed for offentligheden på arkivernes læsesale og gennem digitale løsninger på internettet, f.eks. Arkiv.dk.
De lokalhistoriske arkiver varetager ikke bevaring af bevaringspligtigt kommunalt arkivmateriale, da dette i henhold til Arkivloven er overladt til stadsarkiver og Rigsarkivet. Der er dog flere eksempler på, at stadsarkiver og lokalhistoriske arkiver drives som afdelinger i den samme arkivorganisation. Mange lokalhistoriske arkiver er foreningsdrevne, imens en del er kommunalt ejet eller indgår som del af lokale museer eller biblioteker. Medarbejderne vil typisk bestå af frivillig og ulønnet arbejdskraft og vil i nogle tilfælde være suppleret af en lønnet og faguddannet arkivleder.
Nogle steder benyttes betegnelsen lokalhistorisk samling eller egnsarkiv. En lokalhistorisk samling og et egnsarkiv vil typisk være identisk med et lokalhistorisk arkiv og have et lignende ansvar for lokalt arkivmateriale. Betegnelsen lokalhistorisk samling kan dog også have en mere bred betydning. Lokalhistorisk samling kan f.eks. være administreret af et bibliotek og bestå af lokalhistoriske bøger og fotografier og i mindre grad af arkivalier. Den kan også rumme mere en blot arkivalier, f.eks. genstande ligesom på et museum.

## De lokalhistoriske arkivers arbejde

### Historie
Det første lokalhistoriske arkiv blev oprettet i 1937 i Fåborg. Sammenslutningen af Lokalarkiver (SLA) blev oprettet i 1949 og er interesseorganisation for de lokalhistoriske arkiver. SLA er siden i 2006 blevet suppleret af Organisationen Danske Arkiver, der varetager de professionelle arkivers interesser. Endelig er en mindre del af arkiverne organiseret i Landsforeningen Danmarks Egnsarkiver, der er stiftet i 2007.

### Arkivarbejdet
Der findes i dag en klar opdeling af arkivernes og museernes arbejdsopgaver. Arkivernes opgave er at indsamle og bevare arkivalier, dvs. papirdokumenter, billeder, digitale dokumenter, film, lydbånd og ligende, imens museernes opgave er at indsamle genstande.
Et lokalhistorisk arkiv er ledet af en arkivar eller arkivleder, der enten kan være frivillig eller være lønnet og faguddannet, ofte en historiker. Arkivaren eller arkivlederens er ansvarlig for at iværksætte en løbende indsamling af materiale, der har en lokalhistorisk værdi, og som uden en indsamling vil gå tabt for eftertiden. Samtidig er arkivaren eller arkivlederen ansvarlig for personalet – ofte frivillig og ulønnet arbejdskraft – herunder for fordeling af arbejdsopgaver.
Arkivets personale vil typisk arbejde med registrering af papirarkivalier, billeder, film og lydbånd m.m. i et databaseprogram og før i tiden på kartotekskort. På mange lokalhistoriske arkiver benyttes i dag registreringsprogrammet Arkibas, der muliggør en publicering af billeder og registreringer på Arkiv.dk. Nogle arkiver anvender andre programmer, der enten er udviklet af arkiverne selv eller deles med andre arkiver. Personalet har også ansvar for at pakke arkivalier i arkivæsker, der er lavet at et syrefrit materiale, og for at fjerne skadeligt materiale såsom papirclips og andet metal, der kan ruste, samt plasticlommer, der med tiden ellers klistrer fast til materialet. En grundregel på arkivet er også at benytte blyant til at notere indholdet på arkivæskerne, idet kuglepensskrift hurtig forgår.
Endelig stiller lokalhistoriske arkiver materiale til rådighed på læsesalene, ofte for lokalhistorikere, professionelle historieforskere, journalister, slægtsforskere, studerende og andre. Personalet varetager læsesalsvagterne og giver råd og vejledning om arkivmaterialet.
De fleste lokalhistoriske arkiver i Danmark arbejder desuden med formidling af og oplysning om lokalområdets historie, f.eks. ved at arrangere udstillinger, lave åbent hus arrangementer, skrive artikler til lokale årbøger, lave kalendere og digitale formidlingstilbud.

### Arkivernes dag
Arkivernes dag holdes 2. lørdag i november som en landsdækkende åbent hus-dag, hvor arkiver inviterer befolkningen ind. På dagen arrangeres i reglen udstillinger, foredrag eller andre aktiviteter.